# Milano-Sanremo 1987
La Milano-Sanremo 1987, settantottesima edizione della corsa, fu disputata il 21 marzo 1987, per un percorso totale di 294 km. Fu vinta dallo svizzero Erich Maechler, giunto al traguardo con il tempo di 7h00'52" alla media di 41,914 km/h.
Presero il via da Milano 265 ciclisti in rappresentanza di 24 Paesi; 160 di essi portarono a termine la gara.

## Percorso
La corsa prese il via a Milano, attraversando quindi la provincia di Pavia (comuni di Pavia e Voghera) e quella di Alessandria (comuni di Tortona, Novi Ligure e Ovada) per entrare quindi in Liguria. Superato il tradizionale Passo del Turchino, all'altezza di Voltri il percorso immise al solito i ciclisti sulla Strada statale 1 (Via Aurelia). Si attraversarono a seguire i comuni di Savona, Finale Ligure e Alassio, e subito dopo si affrontarono i tre "capi", nell'ordine Capo Mele, Capo Cervo e Capo Berta. Oltrepassati i comuni di Imperia e San Lorenzo al Mare, due deviazioni dall'Aurelia portarono i ciclisti prima sui 240 m s.l.m. della Cipressa (a 24 km dall'arrivo) e poi sull'ultima ascesa, il Poggio (cima a 162 m s.l.m. e 4,6 km dall'arrivo). Rientrati sulla Statale, ecco l'ingresso a Sanremo e il traguardo conclusivo in Corso Cavallotti dopo 294 chilometri di gara.

## Resoconto degli eventi
Alla vigilia della corsa due erano i favoriti per il successo finale: l'italiano Moreno Argentin, campione del mondo in carica, e l'irlandese Sean Kelly, vincitore della Milano-Sanremo 1986 e trionfatore per la sesta volta, appena sei giorni prima, alla Parigi-Nizza. Venivano ritenuti "papabili" per il successo anche Giuseppe Saronni, Francesco Moser, Guido Bontempi e Jean-François Bernard.
La fuga decisiva prese corpo dopo 110 chilometri di gara: andarono in avanscoperta in nove, gli italiani Maurizio Rossi, Sauro Varocchi e Dario Montani, lo svizzero Erich Maechler, l'australiano Allan Peiper, i belgi Ludwig Willems e Werner Devos e gli olandesi Jelle Nijdam e Frank Pirard. All'altezza del rifornimento, a Savona, chilometro 185 di gara, gli attaccanti raggiunsero il vantaggio massimo sul gruppo, 8 minuti e mezzo. E proprio a Savona abbandonò la corsa uno dei favoriti, Moreno Argentin: a pesare sulla sua prestazione sembra fossero state due telefonate minatorie ricevute di notte, mentre dormiva, nella stanza d'albergo a Milano.
Con il passare dei chilometri, e sotto l'azione dei gregari della KAS-Mavic, la squadra di Kelly, il vantaggio dei fuggitivi cominciò a scendere, e il plotoncino dei nove a frazionarsi: sulla Cipressa in testa alla corsa erano rimasti solo Maechler e Peiper, con gli ex compagni di avventura a 32 secondi e il gruppo a 1'49". Ai piedi del Poggio il gruppo era a soli 27 secondi dal duo di testa, e sembrava in procinto di riassorbire i fuggitivi: sullo strappo però Maechler, diversamente da Peiper (ripreso), riuscì a tenere un buon ritmo e a scollinare con ancora 15 secondi di margine sugli inseguitori.
In discesa il belga Eric Vanderaerden tentò di rientrare su Maechler, ma tardivamente: sul traguardo lo svizzero, gregario della Carrera-Vagabond, poté esultare a braccia alzate e celebrare una vittoria inaspettata, la prima per il suo Paese alla "Classicissima". Vanderaerden chiuse a sei secondi, mentre il gruppo, regolato allo sprint da Guido Bontempi (anch'egli della Carrera) davanti a Sean Kelly, Giuseppe Calcaterra e Teun van Vliet, a otto.

## Ordine d'arrivo (Top 10)
| Pos. | Corridore           | Squadra       | Tempo    |
| ---- | ------------------- | ------------- | -------- |
| 1    | Erich Maechler      | Carrera       | 7h00'52" |
| 2    | Eric Vanderaerden   | Panasonic     | a 6"     |
| 3    | Guido Bontempi      | Carrera       | a 8"     |
| 4    | Sean Kelly          | KAS-Mavic     | s.t.     |
| 5    | Giuseppe Calcaterra | Atala-Ofmega  | s.t.     |
| 6    | Teun van Vliet      | Panasonic     | s.t.     |
| 7    | Paul Popp           | Paini         | s.t.     |
| 8    | Franco Chioccioli   | Gis Gelati    | s.t.     |
| 9    | Dag Erik Pedersen   | Ariostea-Gres | s.t.     |
| 10   | Rolf Sørensen       | Remac-Fanini  | s.t.     |